# Artemas
Artemas – postać z Nowego Testamentu, święty Kościoła prawosławnego.
Artemas, wymieniony przez Pawła z Tarsu w Liście do Tytusa, towarzyszył temu apostołowi w jego podróży na wschód, którą odbył po uwolnieniu z więzienia w Rzymie (prawdopodobnie w okresie zimy między 65 a 66 rokiem). Według tego źródła miał być potencjalnym zastępcą Tychika posłanym do Tytusa, by zastąpić go na Krecie na czas pobytu w Nikopolis, gdzie miał się adresat udać na spotkanie z apostołem. Greckie tradycje kościelne identyfikują Artemasa z biskupem Listry. W synaksariach wymieniany jest 30 czerwca, 22 lipca i 30 października.